# Знаки альтерации
Знаки альтерации, символы альтерации, акциденции (нем. Versetzungszeichen, Akzidentien, англ. accidentals) — знаки музыкальной нотации (подразумевается, как правило, 5-линейная тактовая нотация), указывающие на повышение или понижение какого-либо звука без изменения его названия. Основные знаки альтерации — диез, бемоль и бекар. Диез повышает звук на полтона, бемоль понижает звук на полтона, а бекар отменяет действие диеза и бемоля.
| Имя знака    | Пример                   |
| ------------ | ------------------------ |
| Диез         | { \clef treble bis'4 }   |
| Бемоль       | { \clef treble bes'4 }   |
| Бекар        | { \clef treble b'!4 }    |
| Дубль-диез   | { \clef treble bisis'4 } |
| Дубль-бемоль | { \clef treble beses'4 } |

## Ключевые знаки
В 5-линейной тактовой нотации ключевые знаки альтерации ставятся в начале нотной строчки, сразу за ключом: диезы, бемоли, при перемене знаков также бекары — действительны во всех октавах до окончания пьесы или до перемены знаков. При этом если, например, на линейке при ключе стоит диез, а в тексте нужно повысить ноту ещё на полутон, то при ней ставится дубль-диез (то есть знак при ноте обозначает изменение высоты ноты по сравнению с её обычным положением, независимо от уже имеющихся знаков при ключе).
Ключевые знаки пишутся каждый на своей строчке, порядок их расположения строго регламентирован правилами, а количество зависит от тональности, в которой написано произведение. При переходе (модуляции) в другую тональность на достаточно длительное время используется перемена ключевых знаков: на месте прежних знаков (если таковые имелись) ставятся бекары, а затем указываются знаки новой тональности (если они не встречались в прежней тональности).

## Случайные знаки
Случайные или встречные знаки ставятся перед нотой, к которой они относятся — действительны только в одной октаве и только до конца такта, в котором находятся, если не отменяются до того другими знаками альтерации. Случайные знаки могут быть диезы, бемоли, бекары, дубль-диезы, дубль-бемоли, полудиезы, полубемоли, а также вышедшие ныне из употребления бекар-диезы, бекар-бемоли и дубль-бекары.

## Особенности употребления термина
Термин «знак альтерации» условно применяют не только по отношению к музыке мажорно-минорной тональности и диатоническим модальным ладам (одноголосным и многоголосным), в которых есть традиционное для европейской музыки представление о взаимосвязи (корреляции) диатоники и хроматики, но также и по отношению к музыке, в которой альтерации как феномена гармонии нет (например, в древнегреческой с её независимыми друг от друга родами мелоса или в 12-тоновой музыке Шёнберга, Веберна и Берга). По отношению к такой музыке исследователи вместо термина «знаки альтерации» зачастую используют термин «акциденции».